# Богданов, Иван Александрович (военачальник)
Ива́н Алекса́ндрович Богда́нов (6 ноября 1897, дер. Яблоновка, Тамбовский уезд, Тамбовская губерния, Российская империя — 22 июля 1942, Калинин, СССР) — советский военачальник, погибший во время Великой Отечественной войны. Генерал-лейтенант (1940).

## Биография
Сын крестьянина. Окончил сельскую школу, был рабочим.
В Русской императорской армии с мая 1916 года. Служил в лейб-гвардии Гренадерском полку сначала в Петрограде. Затем с полком прибыл на Юго-Западный фронт. Участник Первой мировой войны, за отличия произведён в младшие унтер-офицеры. Демобилизовался в феврале 1918 года.
Приехал в Тамбов, стал работать булочником.
В мае 1918 года вступил добровольно красноармейцем в отдельный отряд при Тамбовской губернской Чрезвычайной Комиссии, затем в этом отряде стал помощником командира роты, командиром роты. Участник гражданской войны в России. В сентябре 1918 года зачислен в Красную Армию, воевал командиром роты, помощником командира батальона и командиром батальона в 249-м стрелковом полку 28-й стрелковой дивизии, командир сводного полка ВЧК в этой дивизии. Участвовал в боевых действиях на Восточном фронте против войск адмирала А. В. Колчака, прошёл с боями от Елабуги до Екатеринбурга. С августа 1919 года вместе с дивизией — на Южном фронте. В сентябре 1919 года в бою под Царицыном был тяжело ранен. После излечения с 1920 года — военком батальона 1-го полка войск ВОХР в Москве, военком отдельного батальона особого назначения Московской ЧК. В 1921 году был военкомом отряда особого назначения Тамбовской губернской ЧК в городе Тамбове. Активный участник подавления Тамбовского восстания, за боевые действия в ходе которого награждён орденом Боевого Красного Знамени. Член ВКП(б) с августа 1918 года.
С конца 1921 года — помощник военкома 11-го отдельного железнодорожного полка ВЧК в Москве. С мая 1922 года — военком 1-го Особого полка войск ВЧК в Москве, с 1923 года — командир-военком 7-го отдельного дивизиона войск ОГПУ в Твери, с 1924 года — командир-военком 15-го отдельного дивизиона войск ОГПУ в Вятке. С 1926 года находился на учёбе.
В 1927 году окончил Московские стрелково-тактические курсы усовершенствования комсостава РККА «Выстрел». С августа 1927 года — командир дивизиона Московской отдельной дивизии особого назначения при Коллегии ОГПУ, с марта 1929 по 1930 год — начальник штаба 1-го стрелкового полка этой дивизии. В 1933 году окончил Военную академию РККА имени М. В. Фрунзе. С 1933 года — преподаватель, а с 1934 года начальник штаба Высшей пограничной школы войск ОГПУ в Москве. С ноября 1935 года — старший инспектор отдела боевой подготовки Главного управления пограничной и внутренней охраны НКВД СССР. В 1936—1937 годах начальник отдела боевой подготовки штаба УПВО НКВД Белорусского округа. В 1937—1939 годах старший инспектор, а затем начальник отдела боевой подготовки ГУПВО НКВД СССР. С апреля 1939 года — начальник Управления пограничных войск НКВД Белорусской ССР. На этой должности активно участвовал в подготовке и в проведении похода РККА в Западную Белоруссию. Во время советско-финской войны был откомандирован на фронт, участвовал в боевых действиях. После окончания боевых действий вернулся в Белоруссию, где его основной задачей было создание системы пограничной охраны на новой линии государственной границы после присоединения к СССР Западной Белоруссии.
24 марта 1940 года избран депутатом Верховного Совета СССР 1 созыва от Вилейского избирательного округа (Белорусская ССР).
С началом Великой Отечественной войны назначен в июне командующим 2-й группой резервных армий. С 14 июля 1941 года — командующий Фронтом резервных армий (6 армий, спешно развёрнутых от Старой Руссы до Брянска и готовивших там рубеж обороны). Но 25 июля Фронт резервных армий был расформирован, вместо него 30 июля 1941 года был создан Резервный фронт, его командующим был назначен генерал армии Г. К. Жуков, а генерал-лейтенант Богданов — его первым заместителем. Участвовал в Смоленском оборонительном сражении.
После Орловско-Вяземской катастрофы Резервный фронт был тоже расформирован, генерал Богданов назначен заместителем командующего войсками 5-й армии Западного фронта Л. А. Говорова, участник тяжелейших оборонительных сражений на ближних подступах к Москве. С 15 ноября 1941 года — командующий 39-й резервной армии, которая сосредотачивалась в районе в Торжка по мере прибытия её частей из Архангельского военного округа и создавала там новый рубеж обороны. 12 декабря в армию был назначен новый командующий генерал-лейтенант И. И. Масленников, а И. А. Богданов опять оставлен его заместителем. Через несколько дней армию передали в состав Калининского фронта, и 22 декабря 1941 года она вступила в бой в ходе Калининской наступательной операции. Части армии успешно прорвали рубеж обороны противника и продвинулись на значительное расстояние. В ходе Ржевско-Вяземской наступательной операции армия также довольно успешно наступала на запад, но к началу февраля её наступление было остановлено. А в феврале 1942 года из-за непрерывных ударов и контрударов сторон армия оказалась в так называемом Холм-Жирковском выступе, который глубоко вклинивался в немецкую оборону, но с главными силами фронта соединялся только узким перешейком.
Во время операции «Зейдлиц» в июле 1942 года немецкие войска перерезали перешеек и к 6 июля полностью окружили 39-ю армию. Части армии упорно оборонялись в полном окружении и сосредотачивались для прорыва к своим, а немецкие войска в это же время пытались расчленить кольцо окружения на части. Армия несла большие потери. 18 июля был эвакуирован легко раненый командующий 39-й армией генерал-лейтенант И. И. Масленников, генерал И. А. Богданов остался в кольце окружения и принял руководство армией на себя. Он организовал и возглавил прорыв из окружения в ночь на 21 июля. С боем из кольца окружения вырвались около 8 000 бойцов и командиров, генерал Богданов и все остальные генералы и командиры частей шли впереди своих подчинённых в атакующих цепях. После полуночи 22 июля 1942 года кольцо окружения было прорвано, но уже в глубине обороны советских войск, после встречи со своими при немецким артиллерийском обстреле И. А. Богданов получил тяжёлое ранение в районе деревни Крапивно Калининской области. Он был спешно вывезен на самолёте У-2 в госпиталь в Калинин, но вечером того же дня 22 июля от полученных ран скончался в госпитале. Похоронен в Калинине в братской могиле на площади Ленина.

## Воинские звания
- полковник (5.01.1936)
- Комбриг (10.09.1938)
- Комдив (29.02.1940)
- Генерал-лейтенант (4.06.1940)

## Награды
- Орден Ленина (30.01.1943, посмертно)[7]
- Орден Красного Знамени (1921)
- Орден Красной Звезды (26.04.1940)
- Юбилейная медаль «XX лет Рабоче-Крестьянской Красной Армии» (22.02.1938)
- «Почётный работник ВЧК-ГПУ» (29.08.1936)
- именное оружие от Коллегии ОГПУ СССР (8.12.1927)

## Память
Именем Ивана Александровича Богданова названа улица в Твери.